# Jesper Lindvall
Jesper Lindvall, född 22 januari 2005 i Linköping, är en svensk fotbollsspelare som spelar för IFK Norrköping.